# Venus casina
Venus casina is een tweekleppigensoort uit de familie van de Veneridae. De wetenschappelijke naam van is gepubliceerd in 1758 door Linnaeus in de tiende editie van Systema naturae.